# Carleton Main Clement
Carleton Main Clement, kanadski letalski častnik, vojaški pilot in letalski as, * 15. maj 1896, Toronto, Ontario, † 19. avgust 1917, Langemarck.
Stotnik Clement je v svoji vojaški službi dosegel 14 zračnih zmag.

## Življenjepis
Med prvo svetovno vojno je bil pripadnik RAF.

## Odlikovanja
- Military Cross (MC)
- Croix de Guerre